# Theristus longispicula
Theristus longispicula is een rondwormensoort uit de familie van de Xyalidae.